# Newport (Washington)
Newport è una città degli Stati Uniti d'America, situata nello Stato di Washington, nella Contea di Pend Oreille, della quale è anche il capoluogo.